# Anthony Rowse
Anthony Rowse war von 1650 bis 1654 der erste Gouverneur von Suriname.
1651 verließ auf Initiative von Francis Willoughby, 5. Baron Willoughby of Parham, eine 300 Mann starke, unter dem Kommando von Sergeant Major Anthony Rowse stehende Expedition Barbados, um eine Kolonie in Suriname zu gründen.
Am Suriname-Fluss trafen sie auf Jacob Enoch, einen einzelnen Kolonisten, der mit seiner Familie bereits zwei Jahre in dem Gebiet lebte und keinen Feindseligkeiten durch die Einheimischen ausgesetzt war.
Rowse, ein Mann von großer Erfahrung und Besonnenheit, begann mit seinen Männern behutsam mit dem Bau eines Forts und der Anlage von Plantagen und schloss mit den ansässigen Einheimischen (wahrscheinlich Kariben) alsbald einen Friedensvertrag. Hiermit sorgte er für ein stabiles Fundament der bald darauf beginnenden Kolonisierung von Suriname.
1654 verließ Rowse Suriname wieder und William Byam wurde sein Nachfolger als Gouverneur.